# Rio Creanga (Răstoliţa)
O Rio Creanga (Răstoliţa) é um rio da Romênia, afluente do Bradu, localizado no distrito de Mureş.